# W. H. James Weale

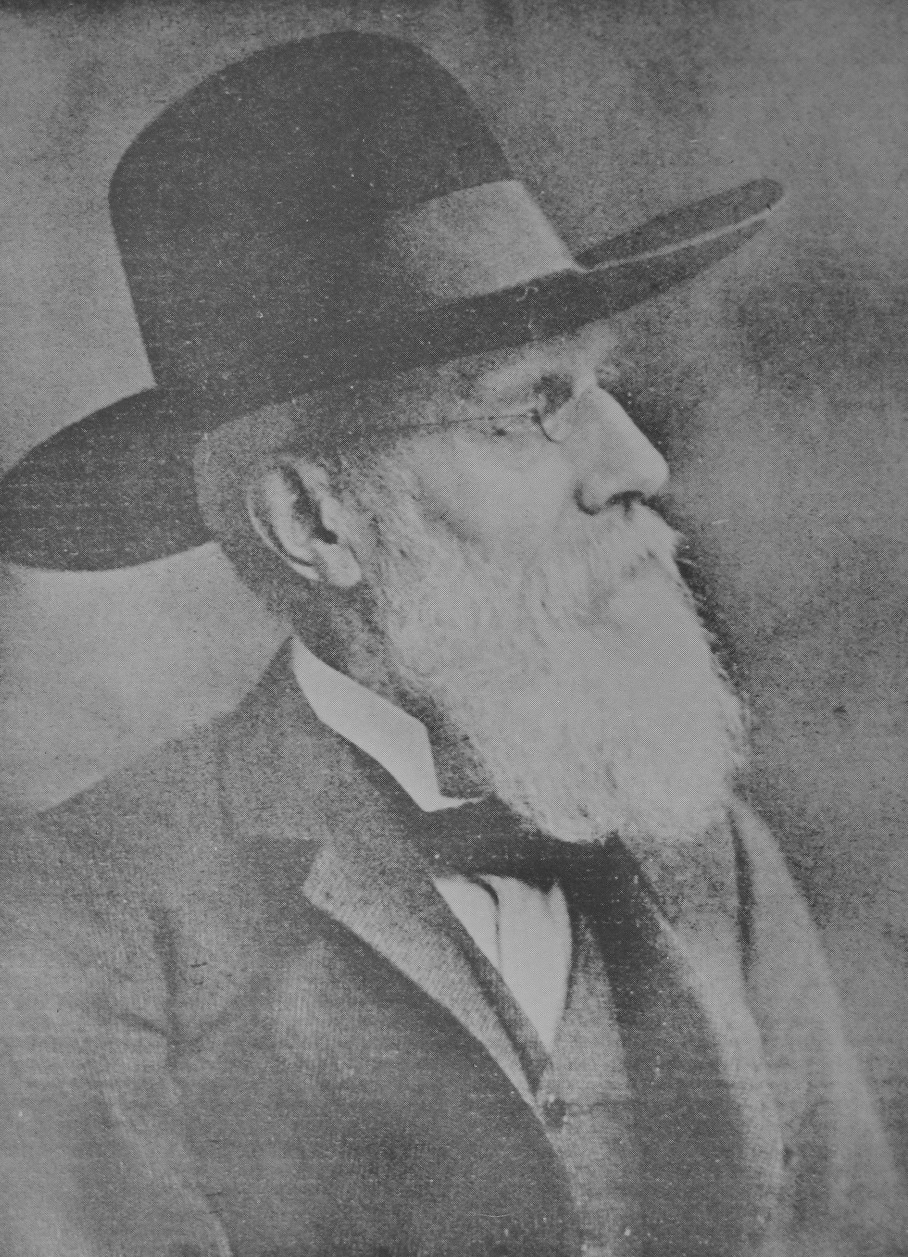
W. H. James Weale (1904)

William Henry James Weale (* 8. März 1832 in Marylebone, London; † 26. April 1917 in Clapham Common, London) war ein britischer Kunsthistoriker.

## Leben
Sein Vater James Weale († 1838) war Bibliothekar bei John Baker Holroyd und selbst ein großer Büchersammler. Er besuchte von 1843 bis 1848 die King’s College School in London. 1849 konvertierte er zum katholischen Glauben, was ihm ein Studium in Oxford unmöglich machte. Danach wurde er Direktor einer Schule in Islington, wo er jedoch aufgrund der Auspeitschung eines Schülers inhaftiert wurde. Daraufhin zog er 1855 nach Brügge in Belgien, wo er auch seiner Leidenschaft, der Erforschung der altniederländischen Malerei besser nachgehen konnte. Sein erstes Buch zum Thema erschien 1861.
Im August 1863 gründete Weale die Gilde de Saint-Thomas et de Saint-Luc, die sich zum Ziel gemacht hatte, religiös-christliche Kunst zu erforschen und propagieren, insbesondere den neogotischen Stil. 1864 kuratierte er eine Ausstellung kirchlicher Kunst in Mechelen, 1867 eine Ausstellung altniederländischer Malerei in Brügge.
1879 kehrte er nach England zurück, wo er die Guild of Saint Gregory and Saint Luke begründete. Von 1890 bis zu seiner Entlassung 1897 war er Bibliothekar an der Bibliothek des South Kensington Museum, der National Art Library. Auch danach arbeitete er weiter auf seinem Spezialgebiet, der Geschichte der altniederländischen Malerei, insbesondere war er auch für die überragende Exposition des primitifs flamands in Brügge 1902 verantwortlich.
1896 wurde er zum assoziierten Mitglied der Académie royale des Sciences, des Lettres et des Beaux-Arts de Belgique gewählt.

## Veröffentlichungen (Auswahl)
- Flores Ecclesiae: the saints of the Catholic Church arranged according to the calendar: with the flowers dedicated to them. James Burns, London 1849
- Sequentiae ineditae. 1853
- Des dalles et cuivres tumulaires. De Busscher, 1858
- A new guide-book to Belgium, Aix-la-Chapelle and Cologne. 1859
- Ivoires sculptés de Genoels-Elderen, près de Tongres. Hebbelinck, 1859
- Catalogue du musée de l'Académie de Bruges. Beyaert-Defoort, 1861
- Notes sur Jan van Eyck. 1861
- Bruges et ses environs. Description des monuments, objets d'art et antiquités, précédée d'une notice historique. Beyaert-Defoort 1862; 4. Auflage 1884
- Hans Memlinc: A notice on his life and works. Arundel Society, London 1865
- Tableaux de l'ancienne école néerlandaise exposés à Bruges. Catalogue. Brügge 1867.
- Bookbindings and rubbings of bookbindings in the National Art Library. 2 Bände, South Kensington Museum, London 1884, 1898
- Catalogus missalium ritus latini. Bernard Quaritch, London 1886
- Bemerkungen zu den Mainzer und Trierer Missalia. In: Zentralblatt für Bibliothekswesen, Jg. 4, 1887, S. 550–552 (Digitalisat).
- Analecta Liturgica. 1889
- Gerard David. Painter and Illuminator. Seeley, London 1895
- Early painting at Bruges. 1898
- Jean Le Breton, Prototypographe Français. 1898
- The Van Eycks. 1900
- Hubert and John Van Eyck. Their Life and Work. J. Lane, London 1908 (Digitalisat)
  - 2. Auflage mit Maurice W. Brockwell: The Van Eycks and their Art. London 1912.
- (fertiggestellt von Lawrence Taylor): Early stamped bookbindings in the British Museum. London 1922